# 木村泰賢
木村 泰賢（きむら たいけん、1881年8月11日 - 1930年5月16日）は、日本の曹洞宗の僧侶（岩手県東慈寺住職）で、インド哲学者・仏教学者。日本における近代仏教学の確立に貢献した。学位は、文学博士。東京帝国大学教授。

## 経歴
1881年に岩手県滝沢村一本木（現在の滝沢市一本木）に、父亀治と母リツの次男として生まれる。幼名二蔵。一家は1984年に大更村（現在の八幡平市大更）へ移り住み、父は当地で酒造業を営む工藤家の家事手伝いを勤めた。1891年に父が亡くなった後、母の労苦を見かねて酒造店で小僧修業していたところ、東慈寺の住職であった十九世村山実定に見込まれて養子となり出家。実定の号である泰山から一字を与えられ、泰賢と称した。
1903年に曹洞宗大学（現・駒澤大学）を卒業すると、成績抜群につき曹洞宗務院から学資が支給されることとなったため、東京帝国大学文科大学に選科生として進学し、高楠順次郎に学ぶ。1904年5月、日露戦争に召集され満州の野戦病院で勤務することとなったが、不慣れな軍務のためチフスに罹ってしまった。1906年9月に帝大に戻ったが、曹洞宗務院からの学資の関係で受験の上再入学となった。本科生に転学、1909年に首席で卒業した。
卒業後は、曹洞宗大学講師、日本女子大学講師、東京帝国大学講師、同助教授を務めた。1919年から1921年までイギリスに国費留学した後、1923年に『阿毘達磨論の研究』を東京帝国大学に提出して文学博士号を取得、同年教授に昇任した。東京帝国大学印度哲学講座の初代教授となった。
1930年5月16日午前3時頃、高井戸の自宅において睡眠中に3度ほど叫び声をあげて意識不明となり、回復しないまま心臓狭窄症のため死去。酒はほとんど飲まないが、煙草（スター）は手放したことが無いくらい愛煙していたと伝えられた。

## 家族・親族
子に木村泰三（眼科医）。

## 弟子
西義雄（東洋大学教授）

## 著書
- 『印度六派哲学』（丙午出版社、1915年）
- 『原始仏教思想論 - 特に大乗思想の淵源に注意して』（丙午出版社、1922年、明治書院、1944年）
- 『阿毘達磨論 - 成立の経過に関する研究』（丙午出版社、1922年）
- 『仏陀の女性観』（仏教女子青年会、1925年）
- 『仏教聖典の見方』（破塵閣書房、1927年）
- 『解脱への道 - 大乗的精神』（甲子社書房、1928年、鷺の宮書房 、1956年）
- 『印度哲学仏教思想史』（甲子社書房、1930年）
- 『小乗仏教思想論』（明治書院、1935年）
- 『大乗涅槃経綱要』（東方書院、1935年）
- 『仏教概論 - 真空より妙有へ』（大東出版社、1939年）
- 『印度思想史』（大東出版社、1941年）
- 『仏教学入門』（大東出版社、1942年）
- 『大乗的精神 - 解脱への道』（富士書店、1948年）
- 『仏教より見たる人生の意義』（東成出版社、1951年）
- 『原始仏教より大乗仏教』（鷺の宮書房、1968年）
- 『木村泰賢全集』全6巻（明治書院 → 大法輪閣）、後者でオンデマンド版（2004年）
- 『生命と欲望と仏教の解脱論　古代インドから近代にわたる思想史における』（書肆心水、2022年）、新版
- 『時代と無限と大乗の菩薩道』（書肆心水、2022年）、新版

### 共著・訳書
- 高楠順次郎と共著『印度哲学宗教史』（丙午出版社、1914年）
- ヘルマン・オルデンベルク『仏陀』景山哲雄共訳（大雄閣、1933年）、新版・書肆心水、2011年、